# Index tělesné hmotnosti
Index tělesné hmotnosti, obvykle označovaný zkratkou BMI (z anglického body mass index) je číslo používané jako indikátor podváhy, normální tělesné hmotnosti, nadváhy a obezity, umožňující statistické porovnávání tělesné hmotnosti lidí s různou výškou. Výslednou hodnotu je nutné interpretovat v závislosti na věku a pohlaví, protože zatímco hodnota BMI = 23 znamená ve věku 10 let obezitu, tak ve věku 15 let jde již o standardní hodnotu. Stejně tak je potřeba upravit interpretaci pro obyvatele Asie (jiná stavba těla) nebo sportovce (BMI nedělá rozdíl mezi obsahem tuku a svalů, ale hodnotí pouze celkovou hmotnost).

## Charakteristika
Index BMI je možné spočítat vydělením hmotnosti daného člověka druhou mocninou jeho výšky:
{\displaystyle {\mbox{BMI}}={\frac {\mbox{hmotnost [kg]}}{{\mbox{(výška [m]) }}^{2}}}}
Do tohoto vzorečku se dosazuje hmotnost v kilogramech a výška v metrech a výsledná jednotka kg/m² se často vynechává. Pro stanovení hodnoty BMI se také používají tabulky, nomogramy nebo počítačové programy.
Index tělesné hmotnosti vytvořil někdy v letech 1830–1850 belgický matematik a statistik Adolphe Quetelet při práci na svém systému „sociální fyziky“, proto se BMI někdy označuje také jako Queteletův index.
BMI je nejčastěji používaným ukazatelem, používají se i jiné indexy, např. Brocův index, Rohrerův index nebo WHR index. Brocův a Rohrerův index vycházejí rovněž z poměrů výšky a hmotnosti. WHR index vyjadřuje poměr mezi pasem a boky. Rohrerův index se využívá především v pediatrii. V tomto indexu vystupuje výška postavy se 3. mocninou (index má pak fyzikální rozměr hustoty), takže lépe vystihuje odchylky i pro malé či vysoké postavy (vyjma případu novorozenců). V dospívání totiž index tohoto typu neroste s věkem jako BMI (ten se totiž při dospívání zvětšuje v průměru až o +1 BMI za rok, aniž by šlo o negativní jev).

## Použití
BMI se obecně dá považovat pouze za statistický nástroj, u konkrétního jedince je BMI příliš jednoduchým prostředkem, který ignoruje velké množství důležitých faktorů (např. stavbu těla, množství svalstva apod.). V klinické praxi se proto obvykle používají přesnější testy jako měření tloušťky podkožního tuku, impedanční měření atd.
BMI je nejužitečnější pro statistické průzkumy mezi rozsáhlejšími vzorky populace, nejčastěji pro zkoumání korelace mezi obezitou a jinými faktory. Důvodem pro použití BMI je, že pro jeho použití stačí v datech uvádět výšku a hmotnost. Pokud by v datech byly dostupné např. výsledky měření bioimpedance, byl by BMI zbytečný, to však pro běžné průzkumy obvykle neplatí.
Výpočet BMI pro konkrétního jednotlivce nelze proto brát jako absolutní ukazatel, spíše jen jako přibližné vodítko, které by mělo být použito jen jako jeden z více prostředků.

## Číselné hodnoty BMI

Hodnoty BMI

V populaci se objevují hodnoty indexu v rozmezí od přibližně 15 (závažná podvýživa) až přes 40 (morbidní obezita). Přesné hranice mezi jednotlivými kategoriemi (závažná podvýživa, podvýživa, optimální váha atd.) se mezi různými odborníky liší, ale všeobecně je BMI pod 18,5 považováno za podváhu, která může být příznakem nějaké poruchy stravování či jiného zdravotního problému, zatímco BMI nad 25 se považuje za nadváhu a nad 30 za příznak obezity. Tyto hranice platí pro dospělé starší 20 let.
Běžně se používají následující hranice:
| Kategorie                                     | Rozsah BMI [kg/m²] | BMI prime     | Hmotnost osoby vysoké 180 cm |
| --------------------------------------------- | ------------------ | ------------- | ---------------------------- |
| těžká podvýživa                               | ≤ 16,5             | méně než 0,66 | méně než 53,5 kg             |
| podváha                                       | 16,5–18,5          | 0,66–0,74     | 53,5–60 kg                   |
| ideální (zdravá) váha                         | 18,5–25            | 0,74–1        | 60–81 kg                     |
| nadváha                                       | 25–30              | 1–1,2         | 81–97 kg                     |
| obezita prvního stupně                        | 30–35              | 1,2–1,4       | 97–113 kg                    |
| obezita druhého stupně                        | 35–40              | 1,4–1,6       | 113–130 kg                   |
| obezita třetího stupně (též morbidní obezita) | > 40               | nad 1,6       | nad 130 kg                   |

Jak už však bylo uvedeno, BMI je pouhým statistickým nástrojem, u konkrétních osob se může klinický stav lišit od významu naměřené hodnoty BMI. Např. kulturista může mít hodnotu BMI nad 30 a přesto nebýt obézní, protože vysoká hodnota indexu je u něj dána velkým množstvím svalové hmoty. Naopak starší lidé s malým množstvím svalstva mohou být ze zdravotního hlediska obézní, přestože jejich BMI je řadí do kategorie ideální váhy.
Hranice hodnot BMI se také liší pro různé populace. Např. Asiaté používají o něco nižší hranice, za obézní se tam považují již lidé s BMI nad 27,5, jako ideální se stanoví BMI v rozmezí 18,5—23. BMI narůstá rychleji ve venkovských oblastech.
Za nejatraktivnější (nezávisle na kultuře) je považováno BMI okolo 19, tedy na dolní hranici ideální váhy s podváhou, protože atraktivita je spojena s mládím a u něj je ideální váha (zdravé BMI) nižší.
Pro populaci USA je z hlediska nejmenší úmrtnosti optimální BMI v rozmezí 18 až 27, podle studie na evropské populaci je optimální BMI zhruba 25. I z hlediska nemocnosti je optimální BMI obdobné, tomu odpovídají i minimální náklady na léčbu. Odchylky od optimálního BMI u matek také zvyšují riziko obezity potomků. Ovšem optimální BMI ve skutečnosti nemusí existovat ve formě křivky ve tvaru "U", ale může se jednat o chybu studí, přičemž úmtnost může růst pouze lineárně s BMI bez nějakého minima.

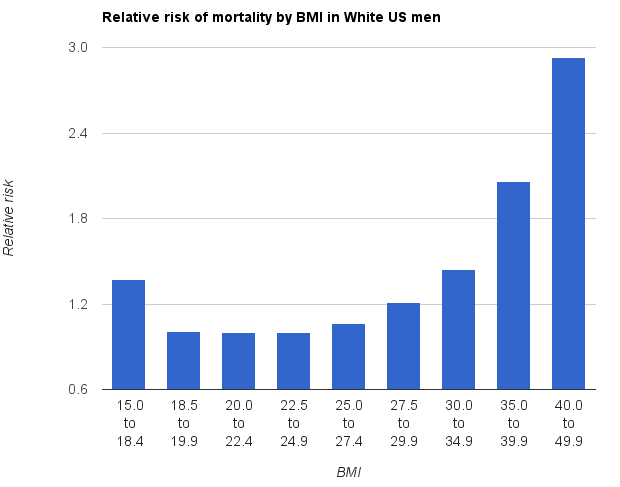
Úmrtnost mužů (nekuřáků) podle BMI
Úmrtnost žen (nekuřaček) podle BMI

### BMI podle WHO
| Category                                  | BMI (kg/m2) | BMI (kg/m2) | BMI Prime | BMI Prime |
| ----------------------------------------- | ----------- | ----------- | --------- | --------- |
|                                           | od          | do          | od        | do        |
| Velmi vážná podvýživa                     |             | 15          |           | 0,60      |
| Vážná podvýživa                           | 15          | 16          | 0,60      | 0,64      |
| Podvýživa                                 | 16          | 18,5        | 0,64      | 0,74      |
| Normální                                  | 18,5        | 25          | 0,74      | 1,0       |
| Nadváha                                   | 25          | 30          | 1,0       | 1,2       |
| Nadváha I. stupně (Střední obezita)       | 30          | 35          | 1,2       | 1,4       |
| Nadváha II. stupně (Vážná obezita)        | 35          | 40          | 1,4       | 1,6       |
| Nadváha III. stupně (Velmi vážná obezita) | 40          |             | 1,6       |           |

## BMI Prime
BMI Prime se získá jednoduchou úpravou výpočtu BMI. BMI Prime je poměr osobního BMI k horní hranici BMI normální váhy (definovaná na 25). Protože se jedná o poměr dvou hodnot BMI, je BMI Prime bezjednotková veličina (bez přiřazených jednotek). Osoby s BMI Prime menším než 0,74 jsou podvyživené; osoby s váhou mezi 0,74 a 1,00 mají optimální váhu; a osoby s více než 1,00 mají nadváhou. BMI Prime je užitečné v medicíně, protože říká jak se jedinec odlišuje od horní váhové hranice. Například osoba s BMI 34 má BMI Prime 34/25 = 1,36, a je 36 % nad její horní váhovou hranicí. V jihovýchodní Asii a v jižní Čině je BMI Prime počítáno s horní hranicí BMI 23 místo 25. Nicméně BMI Prime umožňuje srovnání i mezi populací, která má jiné horní hranice BMI.

## Kritika

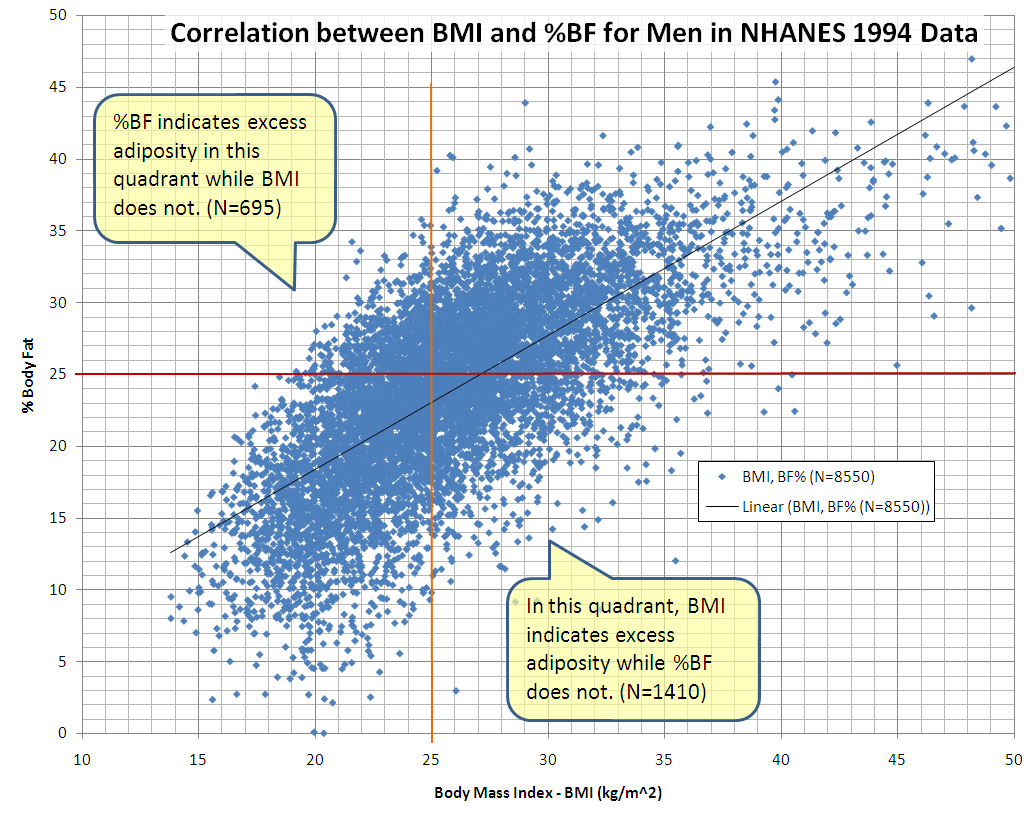
Graf ukazuje, že BMI a procento tělesného tuku silně nekorelují, a tak lidé s vyšším BMI mohou mít menší procento tuku (zde šestina lidí) a naopak.

BMI je poslední dobou kritizován jako zastaralý a nedostatečný ukazatel, který by měl být opuštěn či přehodnocen. Svou kvadratickou závislostí na výšce ignoruje přirozenou závislost objemu (hmoty) na třetí mocnině délky – v praxi to znamená, že vyšším osobám systematicky vychází vyšší BMI než nižším osobám se zcela stejnou tělesnou konstitucí. Index nerozlišuje mezi tuky a svaly a mezi jejich rozložením na těle. Kategorie (intervaly) jsou arbitrární a historicky se mění. Se zdravotními riziky koreluje lépe např. poměr obvodu pasu a boků (WHR) a ještě lépe poměr mezi obvodem pasu a výškou (WHtR).
BMI rovněž nikterak nezohledňuje pohlaví jedince nebo jeho tělesný typ (somatotyp), a tak často řadí osoby mohutnější stavby těla mezi obézní.
Alternativní je index tělesné kulatosti (Body Roundness Index, zkratka BRI), který navíc porovnává obvod pasu a kyčlí.